# Hongerwinter (album)
Hongerwinter is een album uit 1982 van popdichter Ton Lebbink, ook bekend als drummer van Mecano.
Het album bestaat, net als het een jaar eerder verschenen Luchtkastelen, uit performance-gedichten in een muzikale omlijsting van new wave/synthpop. De gedichten zijn geschreven door Lebbink zelf. Ze bestaan vaak uit ketens van woordassociaties, zijn humoristisch en wat absurdistisch. De gebroeders Bolten, die op Luchtkastelen meespeelden, hebben plaatsgemaakt voor Thé Lau (The Scene).
Het nummer Lidwoorden werd ook als single uitgebracht, met B-Lontje = B-Londeleen als B-kant, maar de single was geen succes.

## Nummers
1. Olympics In Graffity City (6:03)
2. Veertig Watt (2:02)
3. Het Ei (1:35)
4. B-Lontje = B-Londeleen (4:18)
5. Wat Een Tijd! (4:37)
6. Lidwoorden (3:32)
7. Stil Thuis (4:57)
8. Geschiedenissen In Je Hoofd (4:21)
9. Nederlantwee (8:32)

## Muzikanten
- Ton Lebbink - zang, percussie, akoestische gitaar
- Thé Lau - gitaar, basgitaar, synthesizer, piano, percussie
- Kors Eijkelboom - slagwerk
- P. Viek - saxofoon
- Dennis Whitbread - brushes op Wat een tijd
- Daan Zwaanswijk, Jessica Hünd - koortje op Lidwoorden
- Ray Kaart - trompet op Nederlantwee